# 奧爾金
奥尔金（西班牙語：Holguín）是加勒比海國家古巴的城市，也是奥尔金省的省会，位於該國東部，距離首都哈瓦那約500公里，建城於1523年，海拔高度150米，2004年人口普查為326,740人。

## 外部連結
- （西班牙文） Holguín Web portal （页面存档备份，存于）
- English-language city guide （页面存档备份，存于）
- Holguin beaches guide （页面存档备份，存于）
- Holguin Cuba （页面存档备份，存于） （英文） （法文）
- Cuba Holguin